# Национальный орден «Плайя-Хирон»
Национальный орден «Пла́йя-Хиро́н» (исп. Orden Nacional Playa Girón) — государственная награда Республики Куба, один из трёх высших орденов страны, наряду с орденами «Хосе Марти» и «Карлос Мануэль де Сеспедес».

## История
Учреждён в честь победы над высадившимся десантом ЦРУ в апреле 1961 года в Плая-Хирон. Стал первым орденом, учреждённым Советом министров коммунистической Кубы в июле 1961 года.
Орденом награждаются кубинцы или иностранные граждане, отличившиеся в борьбе против империализма, колониализма или неоколониализма, а также за выдающиеся успехи в укреплении мира и прогрессе человечества. Первым награждённым стал космонавт Юрий Гагарин, посетивший Кубу для празднования Дня национального восстания, спустя три месяца после своего исторического полёта в космос.
Орден «Плайя Хирон» также присуждается всем лицам, удостоенным звания Героя Республики Куба.

## Описание
Первоначально представлял собой золотую медаль диаметром 5 см и толщиной 1,5 мм. На аверсе был изображён ополченец (милисиано) с оружием на фоне двадцати знамён, олицетворяющих двадцать республик Латинской Америки, а также девиз Patria o muerte («Родина или смерть»). На реверсе была надпись Orden Nacional Playa Girón («Национальный орден Плайя Хирон»). Лента ордена была оливкового цвета.
В 1972 году ордену была придана орденская лента цветов национального флага — красного, белого и синего.
В 1979 году орден был полностью видоизменён. Аверс представляет собой зубчатое колесо, диаметром 45 мм, в центре медальон с изображением повстанца на фоне знамён, вокруг медальона 4-миллиметровый ободок белой эмали с надписями Playa Girón и Cuba, разделёнными двумя звёздочками. Ободок снизу обрамлён двумя серебряными лавровыми ветвями шириной 5 мм. В верхней части знака в форме полукольца — флаг Республики Куба.
Реверс ордена несёт на себе пластину с изображением герба Кубы и надписей в форме полукруга: Republica de Cuba («Республика Куба») вверху и Consejo de Estado («Государственный Совет») внизу.
Знак при помощи ушка прикрепляется к пятиугольной колодке, обтянутой шёлковой муаровой лентой с полосами красного, синего, белого, оливкового и голубого цветов по 5 мм каждая.
| Планка до 1972 года | Планка до 1979 года | Планка с 1979 года |
|                     |                     |                    |

## Известные награждённые
- Космонавт Юрий Гагарин (26 июля 1961, первый кавалер ордена[3]).
- Правозащитница Анджела Дэвис (3 октября 1972).
- Космонавт Валентина Терешкова (29 марта 1974).
- Генеральный секретарь ЦК КПСС Леонид Брежнев (1976).
- Председатель Временного военно-административного совета Эфиопии Менгисту Хайле Мариам (1978).
- Космонавт Арнальдо Тамайо Мендес (26 сентября 1980).
- Космонавт Юрий Романенко (1980).
- Космонавт Леонид Попов (1980).
- Космонавт Владимир Шаталов (1980).
- Космонавт Валерий Рюмин (1980).
- Активист в борьбе за права человека, президент ЮАР Нельсон Мандела (1984).
- Маршал СССР Сергей Соколов (1986).
- Генеральный секретарь ЦК БКП Тодор Живков
- Леонов, Николай Сергеевич (2008)
- Хренин, Виктор Геннадьевич (2024).